# Sarcographa verrucosa
Sarcographa verrucosa är en lavart som först beskrevs av Mont. & Bosch, och fick sitt nu gällande namn av Alexander Zahlbruckner. Sarcographa verrucosa ingår i släktet Sarcographa och familjen Graphidaceae.   Inga underarter finns listade i Catalogue of Life.